# 蒜园子遗址
蒜园子遗址，位于山东省烟台市莱州市南十里堡乡蒜园子村，是中华人民共和国山东省文物保护单位之一。
1992年6月12日，授予山东省文物保护单位，是一座古遗址。